# Patricia Hewitt

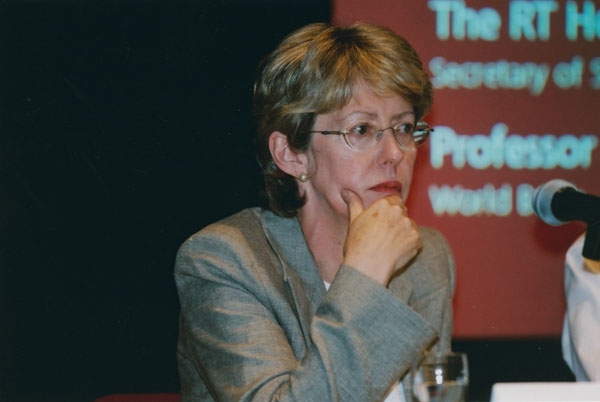
Patricia Hewitt (2003)

Patricia Hewitt (* 2. Dezember 1948 in Canberra, Australien) ist eine britische Politikerin der Labour Party, die unter anderem Ministerin für Handel und Industrie und Gesundheitsministerin war.

## Leben

### Studium und berufliche Tätigkeiten
Patricia Hewitt, deren Vater Lenox Hewitt Vorstandsvorsitzender von Qantas Airways war, wuchs in Australien auf und studierte nach dem Besuch der Church of England Grammar School in Canberra an der Australian National University (ANU) sowie am Newnham College der University of Cambridge sowie am Nuffield College der University of Oxford, an denen sie jeweils einen Master erwarb. 1970 heiratete sie in erster Ehe David Julian Gibson-Watt, den Sohn des langjährigen konservativen Unterhausabgeordneten David Gibson-Watt.
Nach Abschluss des Studiums wurde sie 1971 Direktorin für Presse- und Öffentlichkeitsarbeit beim Age Concern, einer nationalen Wohltätigkeitsorganisation für Ältere und alte Menschen, ehe sie 1973 als Mitarbeiterin für Frauenrechte zum National Council for Civil Liberties (NCCL) wechselte, dessen Generalsekretärin sie zwischen 1974 und 1983 war. Während der dortigen Tätigkeit verfasste sie zahlreiche Fachbücher, die sich mit dem Lebenssituation älteren Menschen, Frauen und verschiedenen Bürgerrechten befassten.
1983 wurde sie Mitarbeiterin des damaligen Partei- und Fraktionsvorsitzenden der Labour Party Neil Kinnock und zwar zuerst als Pressemitarbeiterin sowie anschließend von 1987 bis 1989 als Politische Koordinatorin. Danach war sie stellvertretende Direktorin des Institute for Public Policy Research (IPPR), einer führenden britischen Denkfabrik, sowie von 1994 bis 1997 Forschungsdirektorin von Andersen Consulting.

### Unterhausabgeordnete und Ministerin
Bei den Unterhauswahlen vom 1. Mai 1997 wurde sie als Kandidatin der Labour Party erstmals als Mitglied in das House of Commons gewählt und vertrat dort bis Mai 2010 den Wahlkreis Leicester West.
Im Juli 1998 übernahm sie erstmals ein Regierungsamt als Wirtschaftssekretärin im Schatzamt (Economic Secretary to the Treasury), ehe sie von Juli 1999 bis Juni 2001 Staatsministerin im Handels- und Industrieministerium war.
Im Rahmen einer Kabinettsumbildung wurde Patricia Hewitt von Premierminister Tony Blair am 8. Juni 2001 zur Handels- und Industrieministerin (Secretary of State for Trade and Industry) und damit zur Nachfolgerin von Stephen Byers, der wiederum Minister für Verkehr, Kommunalverwaltung und die Regionen wurde. Das Amt der Handels- und Industrieministerin bekleidete sie bis Mai 2005 und war daneben auch Frauenministerin im zweiten Kabinett Blair.
Im Zuge einer weiteren Regierungsumbildung wurde sie von Blair nach dem Sieg bei den Unterhauswahlen 2005 am 11. Mai 2005 zur Gesundheitsministerin (Secretary of State for Health) berufen und löste damit John Reid ab, der Verteidigungsminister wurde, während ihr wiederum der bisherige Minister für Arbeit und Pensionen Alan Johnson als Handels- und Industrieminister nachfolgte. Nach dem Amtsantritt des bisherigen Schatzkanzlers Gordon Brown als Nachfolger von Blair als Premierminister schied er am 28. Juni 2007 aus dem Kabinett aus und wurde als Gesundheitsministerin abermals von Alan Johnson abgelöst.

### Tätigkeiten in der Privatwirtschaft und Kontroversen
Nach dem im Januar 2008 bekannt wurde, dass sie Sonderberaterin von Alliance Boots, einem der weltweit größten Chemie- und Pharmaunternehmen, sowie des Private-Equity-Unternehmens Cinven, das für den Gesundheitskonzern Bupa Krankenhäuser in Großbritannien finanziert, wird, kam es zu öffentlicher Kritik wegen ihrer vorherigen Tätigkeit als Gesundheitsministerin. Im März 2008 wurde sie außerdem Mitglied des Direktoriums der BT Group und war außerdem zwischen August 2009 und Mai 2010 Mitglied des Unterhausausschusses für Privilegien.
Im Frühjahr 2010 wurde bekannt, dass sie in den sogenannten cash for influence scandal verwickelt war. Dabei hatte die Magazinsendung Dispatches in fingierten Interviews enthüllt, dass zahlreiche Abgeordnete und Minister wie sie, Geoff Hoon, Stephen Byers, Richard Caborn und Adam Paterson Ingram bereit waren, ein vierstelliges Tageshonorar anzunehmen, obwohl keine Gegenleistung vorgesehen war. Dies führte dazu, dass sie im März 2010 von ihrer Mitgliedschaft in der Fraktion der Labour Party suspendiert wurde.
Am 27. Februar 2014 entschuldigte sich Hewitt öffentlich für die Unterstützung die der NCCL in den 1970er Jahren der Pädophilen-Organisation Paedophile Information Exchange zeitweise gewährt hatte. Als ehemalige Generalsekretärin des NCCL müsse sie die Verantwortung hierfür übernehmen.

## Veröffentlichungen
- Equality for women, 1974
- Rights for women, 1975
- Privacy, the information gatherers, 1977
- Income Tax & Sex Discrimination, 1979
- Privacy, 1980
- The abuse of power, 1982
- A Fair Cop, 1988
- A Cleaner, Faster London, 1989
- About Time, 1993
- Pebbles in the Sand, 1998
- Unfinished business, 2004